# アンナ・メイ・ウォン

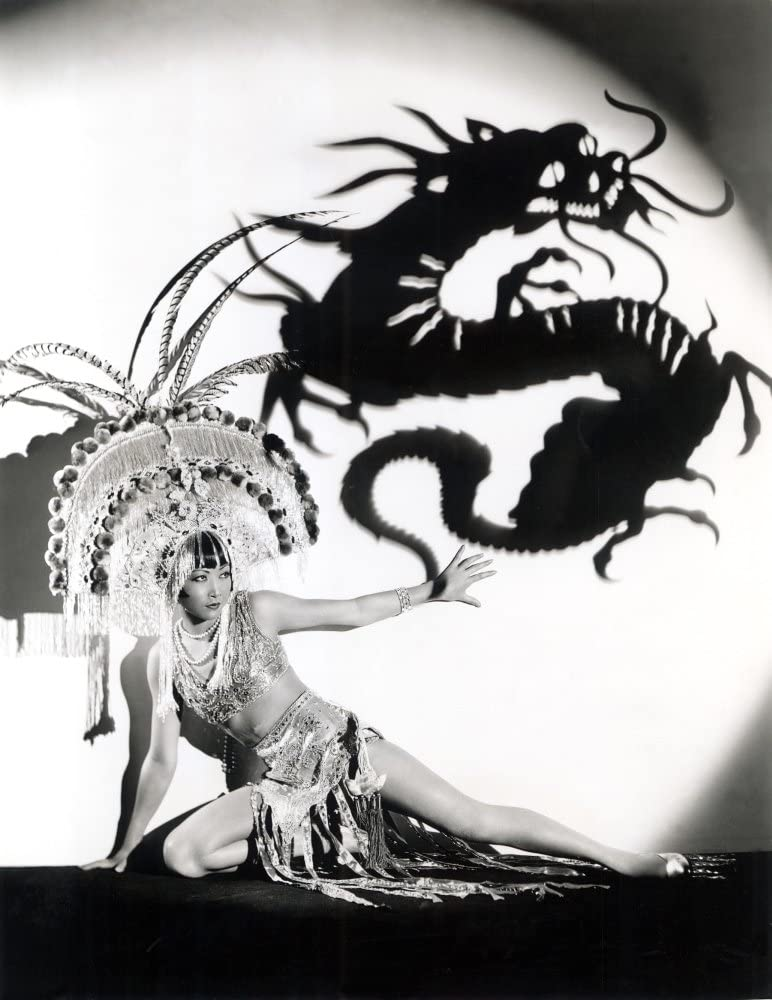
『龍の娘』（1931年）の宣伝写真

アンナ・メイ・ウォン（Anna May Wong、本名：ウォン・リウ・ツォン、英語: Wong Liu Tsong、中国名：黃柳霜、ピン音：Huáng Liǔshuāng、1905年1月3日 - 1961年2月2日）は、ハリウッドで有名になった初の中国系アメリカ人女優である。
エキゾチックな美貌で、“チャイニーズ・ヴァンプ”として人気を博し、ヨーロッパでも活躍した。

## 生涯

### 生い立ち
ウォンは中国系の3世として、ロサンゼルスのチャイナタウンに生まれた。父親はクリーニング業者である。子供の頃、ウォンは家族のコインランドリーで働き、広東語を話すことを学んだ。5歳の時にチャイナタウンを出た家族は彼女を普通の公立学校に通わせたが、ウォンは差別的なイジメを受けたという。
1910年代、アメリカの映画製作はロサンゼルスのハリウッドへと集中するようになっていた。その為、自宅の近くでは、絶えず映画撮影が行われるようになり、それを目にした彼女は映画に夢中になる。彼女は学校をサボってまで映画館や映画の撮影に行くようになり、周りからは「好奇心旺盛な中国娘」とあだ名をつけられるほどだった。1919年、14歳の時に『紅燈祭』のエキストラで映画初出演。
それから2年間、学業と並行しながら、エキストラとしていくつかの映画に出演。1921年に、彼女は高校を中退し、女優としてやっていくことを心に決める。

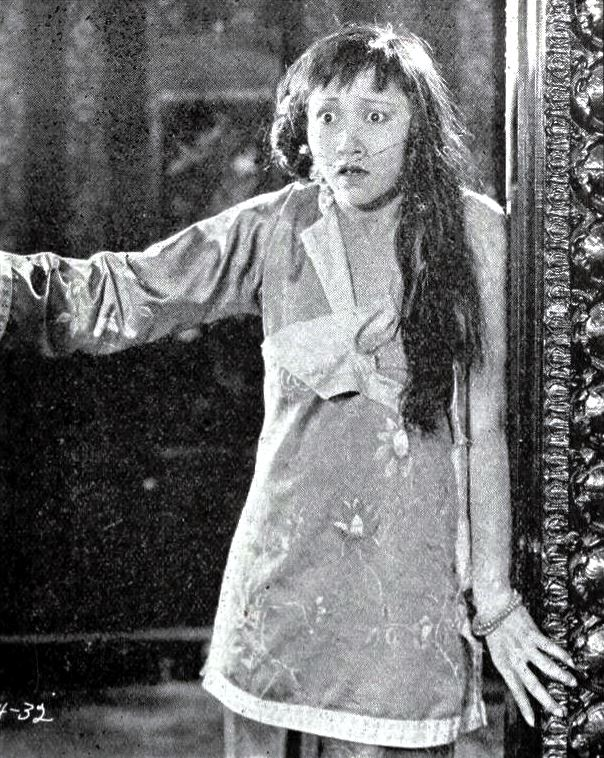
『妖雲渦捲く』（1923年）

1921年に出演した『人の世の姿』で初めて女優としてクレジットに名を連ねた。1922年に世界初のカラー映画『恋の睡蓮』で16歳にして初主演を果たした。
1924年、『バグダッドの盗賊』でダグラス・フェアバンクス、上山草人と共演し、エキゾティックな悪女を演じて一躍有名になった。また早川雪洲 主演の『怒髪天を衝いて』（1921年）にも出演して、フー・マンチューシリーズの『龍の娘』（1931年）でも共演している。

### 差別と苦悩
ウォンはその後、悪女、妖婦、メイド、売春婦、女奴隷等々、妖艶でミステリアスな東洋人女性を演じ、脇役ではあったが立て続けに映画に出演した。
しかし、似たような役柄しか与えられないことに次第に苛立つようになった。
これは、当時の東洋人に対するイメージや偏見に加えて法の存在もあった。
ウォンの一家は1855年からカリフォルニアに在住していたにもかかわらず、法の上では「外国人」に位置づけられていた。カリフォルニアでは1948年まで、異なる人種の間の結婚や関係を禁止する法律があった。これにより、ウォンの演じられる役柄は、非常に限られたものしか無かった。
この事をウォンは「中国人とイギリス人が演技でキスをしてはいけない理由がわかりません」とタイムに語った。また彼女の美貌や高身長に嫉妬し、軽蔑する人物もいたという。
一方で、当時の中国系アメリカ人社会は、ウォンの女優という職業と、演じる役柄に非難の目を向けた。ハリウッドでは外国人として扱われ、同胞からは異分子と見られ、ウォンはますます苦悩を深めていった。

### ヨーロッパ進出
1928年、23歳のウォンはヨーロッパに渡った。猛レッスンの末、ドイツ語もフランス語もマスターし、映画や舞台で華々しく活躍。社交界でももてはやされる存在となり、1929年にはイギリス映画『ピカデリー』で大成功を収めた。
1930年、凱旋帰国したウォンは、ブロードウェイの舞台に立って喝采を浴び、続いて意気揚々とハリウッドに戻った。ところが、ハリウッドで待っていたのは、以前と変わらない扱いだった。
失望したウォンはヨーロッパに戻った。その後は、ハリウッドでマレーネ・ディートリヒと共演した『上海特急』他、何本かの映画を除いては、ブロードウェイとヨーロッパでの活動を中心とした。

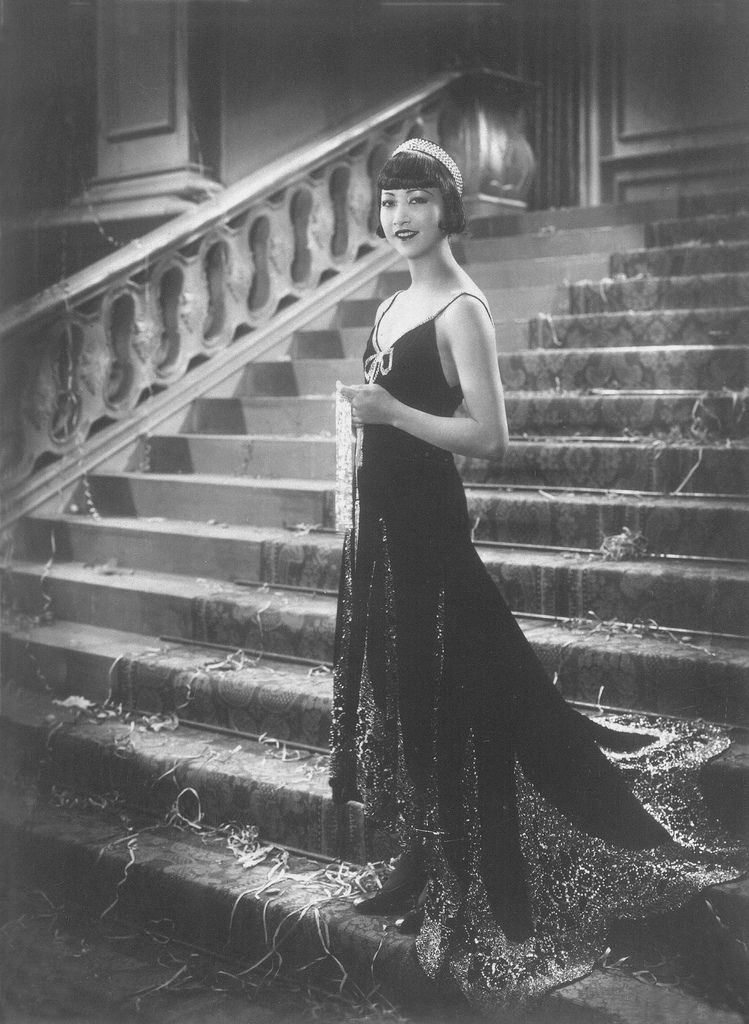
20代の頃のアンナ・メイ・ウォン

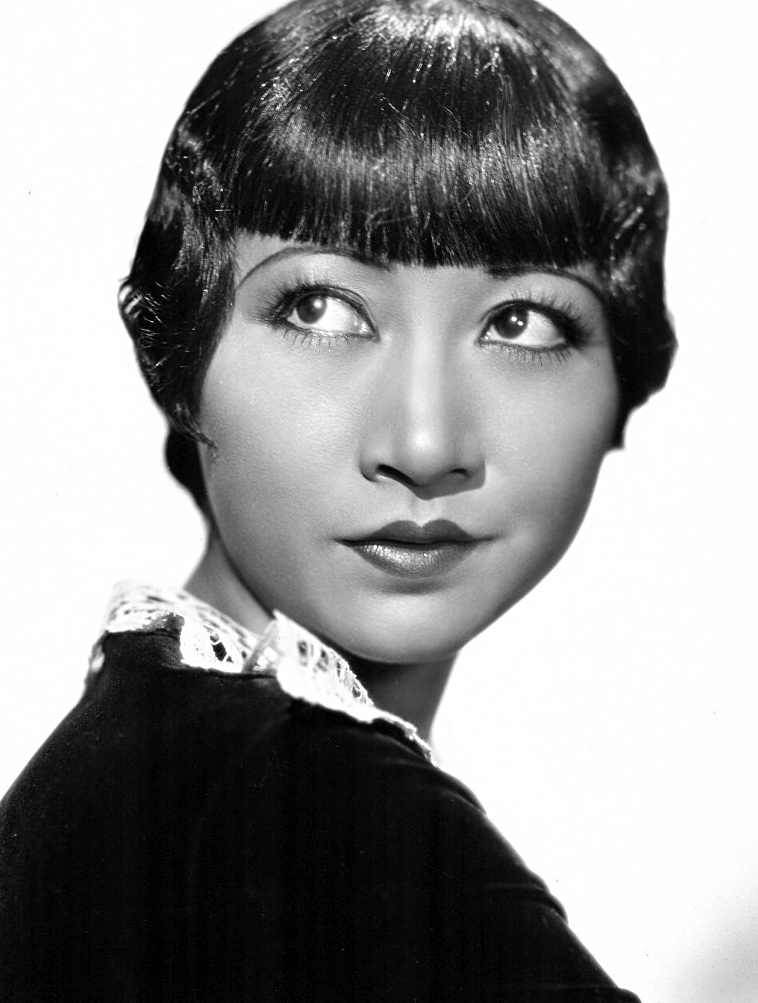
1935年頃の宣伝写真

### 引退
1930年代半ば、ヨーロッパでは日増しに戦争が色濃く影を落とし始めた。ウォンは戦争の気配から逃れるように帰国し、ハリウッドに戻った。
しかしハリウッドにウォンの活躍の場は最早なかった。1930年代後半、ウォンは映画界での限界を感じ、中国系の血統や容姿が関係しないラジオ番組に出演するようになった。1942年、ウォンは37歳で映画界から引退した。
彼女には幾人かの愛人がおり、その中には映画監督のマーシャル・ニーランも含まれていたと伝えられている。しかし、白人との結婚は法で禁じられ、当時の中国人男性からは結婚相手には相応しくないと敬遠された。
キャリアの終焉と孤独の中で、ウォンは一時期荒れ、アルコールに溺れた時期もあるという。

### 復帰、死去
1949年、ウォンは映画『インパクト』の脇役で映画界に復帰した。役柄は引退以前と同じステレオタイプの東洋人女性だった。続く『黒い肖像』(1960)共々、似たような役柄が続き、ウォンは「また例の役よ」と苦笑いしたという。
しかし、その次にウォンはついに、求めていた役柄と巡り会った。それは中国系アメリカ人の家庭を舞台にしたミュージカル映画『フラワー・ドラム・ソング』(1961年)の母親役だった。ウォンは興奮し、出演に向けて意気込んだ。
ところが、出演が実現するかに思えた1961年、肝硬変を患っていたウォンは、サンタモニカの自宅で心臓発作で急死した。56歳、終生独身だった。

### 死後の栄光
2003年から2004年にかけて、ウォンの生誕百周年に、彼女の伝記2冊と、女優としての足跡を記した本が出版された。
ニューヨーク近代美術館とアメリカ映像博物館（英: American Museum of the Moving Image）で、ウォンの映画の大々的な回顧展が開催された。また、ウォンは映画界への貢献が認められ、ハリウッド・ウォーク・オブ・フェームに加えられた。
2020年1月22日、Googleは彼女の初主演作『恋の睡蓮』のアメリカ公開97周年をGoogle Doodleで祝した。
アンナ・メイ・ウォンの肖像が25セント硬貨に使われて、2022年10月24日から流通が始まる。
アメリカ合衆国の貨幣にアジア系アメリカ人の肖像が使われるのは初めてである。このコインの表はこれまで通りジョージ・ワシントンで、裏が彼女で、フィラデルフィアおよびデンバーのアメリカ合衆国造幣局で製造される。

## エピソード

### 人物
普段は穏やかで優しく思慮深い性格である一方、敏感で傷つきやすく感情的でもあった。

### 親交
ドイツにいる間、ウォンはレニ・リーフェンシュタール監督の切っても切れない友人になった。
またマレーネ・ディートリヒやセシル・カニンガムとも生涯親しい仲であった。
ただ、あまり親密すぎる友情であったため異性愛者であるのにもかかわらずウォンに同性愛の噂が立ち、この噂は彼女の評判を大変傷つけることになった。
特にバイセクシャルであったディートリヒとの彼女の想定される関係については、ウォンの家族をさらに困惑させた。

## 主な出演作
- 紅燈祭 The Red Lantern (1919) ※クレジット無し
- 怒髪天を衝いて The First Born (1921)[4]
- 人の世の姿 Bits of Life (1921)
- 恋の睡蓮 The Toll of the Sea (1922)
- 妖雲渦捲く Drifting (1923)
- 天地砕けよ Thundering Dawn (1923)
- バグダッドの盗賊 The Thief of Bagdad (1924)
- アラスカン The Alaskan (1924)
- ピーター・パン Peter Pan (1924)
- いよう!グリフィス Forty Winks (1925)
- 歓楽の舞姫 His Supreme Moment (1925)
- 支那町研究 A Trip to Chinatown (1926)
- 追放の女 Driven from Home (1927)
- ミスター・ウー Mr. Wu (1927)
- 人肉の桑港 Old San Francisco (1927)
- 支那の鸚鵡 The Chinese Parrot (1927)
- 悪魔の踊子 The Devil Dancer (1927)
- 出かしたジョニー Chinatown Charlie (1928)
- シンガポール Across to Singapore (1928)
- ピカデリー Piccadilly (1929)
- 恋の焔 The Flame of Love (1930)
- 龍の娘 Daughter of the Dragon (1931)[5]
- 上海特急 Shanghai Express (1932)
- 緋色の研究 A Study in Scarlet (1933)
- 朱金昭 Chu Chin Chow (1934)
- 異郷の露 Java Head (1934)
- 帰らぬ船出 Limehouse Blues (1934)
- インパクト Impact (1949)
- 黒い肖像 Portrait In Black (1960)